# جاكلين ليفينغستون
جاكلين ليفينغستون (بالإنجليزية: Jacqueline Livingston)‏ هي مصورة أمريكية، ولدت في 1943 في فينيكس في الولايات المتحدة، وتوفيت في 21 يونيو 2013.